# Lorigné
Lorigné település Franciaországban, Deux-Sèvres megyében. Lakosainak száma 302 fő (2022. január 1.). Lorigné La Forêt-de-Tessé, Montjean, La Chapelle-Pouilloux, Melleran, Valdelaume és Sauzé-entre-Bois községekkel határos.

## Népesség
A település népességének változása:
| Lakosok száma | 288  | 296  | 305  | 300  | 301  | 302  | 303  | 303  | 302  |
|               | 2013 | 2015 | 2016 | 2017 | 2018 | 2019 | 2020 | 2021 | 2022 |